# سدریک واسور
سدریک واسور (فرانسوی: Cédric Vasseur‎؛ زادهٔ ۱۸ اوت ۱۹۷۰) دوچرخه‌سوار اهل فرانسه است.
از باشگاه‌هایی که در آن رکاب زده‌است می‌توان به تیم دوچرخه‌سواری کوفیدیس، تیم دوچرخه‌سواری کردیت اگریکول، و تیم دوچرخه‌سواری یو.اس. پوستال سرویس اشاره کرد.